# 다니 산주로
다니 산주로(谷三十郎)는 신센구미의 7번대 대장이다. 빗추 마쓰야마 번 출신으로 다니 만타로(谷万太郎), 다니 주헤이(谷周平)의 형이다.
1853년 이후 주군이자 빗추 마쓰야마 번 제7대 번주 이타쿠라 가쓰키요(板倉勝静)를 가까이서 섬겼다.